# Войнишки паметник (Доброславци)
Войнишкият паметник в село Доброславци, област София е издигнат в памет на загиналите в Балканската, Междусъюзническата, Първата световна и Втората световна война.
Формата на паметника е пирамидален обелиск с тристъпална основа, поставен върху широка тристъпална площадка с размери 2,4 х 2,4 m със скосен връх, овенчан с кръст. Височината му е 3,5 m. Направен е от гранит. На лицевата страна над надписа е поставен барелеф „Орден за храброст“ от бронз, а под него в гранита са издълбани маслинови клонки.
Паметникът е открит през 1945 г. с водосвет. Стойността му е 100 000 лева.
Върху паметника е изписано: На падналите по бойните поля войници от с. Доброславци през воините 1912 – 1918 г. 1944 – 1945 г. От почитателите им съселяни. Загинахте, но вие сте живи деца юначни, горделиви, духът ви вечно ще витай над планините в родни край.
Изписани са имената на загиналите: младши подофицер Станимир Занов, младши подофицер Кръстан Соколов, ефрейтор Гълъб Тошев, редници Трайко Закев, Стоил Войнов, Никола Стойков, Тодор Василов, Милудин Колев, Георги Стоичков, Авксенти Денков, Найден Соколов, Атанас Веселинов, Симеон Тодоринов. Умрели от болести придобити през войните: младши подофицер Георги Величков, Васил Хранов, Димитър Петров, Йордан Колев, Никола Петков, Асен Николов, Павел Кърстанов.